# Boundary Lake, Ontario
Boundary Lake är en sjö i Algoma District i provinsen Ontario i den sydöstra delen av Kanada, 600 km väster om huvudstaden Ottawa. Boundary Lake ligger 254 meter över havet. Sjön har sitt utlopp västerut via en å till Duck Creek och sedan till Matinenda Lake. Boundary Lake tillhör Blind Rivers avrinningsområde. 